# Єсільський район (Акмолинська область)
Єсі́льський район (каз. Есіл ауданы, рос. Есильский район) — адміністративна одиниця у складі Акмолинської області Казахстану. Адміністративний центр — місто Єсіль.

## Населення
Населення — 21319 осіб (2021; 27697 у 2009, 37309 в 1999, 43136 у 1989).
Національний склад (станом на 2016 рік):
- росіяни — 10025 осіб (39,32 %)
- казахи — 7728 осіб (30,31 %)
- українці — 3299 осіб (12,94 %)
- німці — 1291 особа (5,06 %)
- білоруси — 845 осіб
- татари — 716 осіб
- башкири — 290 осіб
- поляки — 186 осіб
- молдовани — 185 осіб
- азербайджанці — 163 особи
- мордва — 113 осіб
- вірмени — 85 осіб
- інгуші  — 80 осіб
- удмурти — 64 особи
- чеченці — 55 осіб
- марійці — 33 особи
- корейці — 29 осіб
- інші — 311 осіб

## Історія
Район був утворений 1930 року з частин Пролетарського та Атбасарського районів.
10 березня 1932 року район увійшов до складу новоствореної Карагандинської області.
10 лютого 1935 року центром району стало село Кійма.
29 липня 1936 року район увійшов до складу новоствореної Північноказахстанської області.
14 жовтня 1939 року район увійшов до складу новоствореної Акмолинської області.
1960 року зі складу району був відокремлений Кійминський район, а центр перенесений до смт Єсіль.

## Склад
До складу району входять 1 міська, 1 селищна та 1 сільська адміністрації, 12 сільських округів:
| Поселення                           | Площа, км² | Населення, осіб (1989) | Населення, осіб (1999) | Населення, осіб (2009) | Населення, осіб (2021) | Центр            | Населені пункти |
| ----------------------------------- | ---------- | ---------------------- | ---------------------- | ---------------------- | ---------------------- | ---------------- | --------------- |
| Єсільська міська адміністрація      | -          | 17014                  | 13096                  | 11551                  | 11484                  | Єсіль            | 1               |
| Красногорська селищна адміністрація | -          | -                      | 3408                   | 1467                   | 579                    | Красногорський   | 3               |
| Знаменська сільська адміністрація   | -          | 1270                   | 995                    | 553                    | 280                    | Знаменка         | 1               |
| Аксайський сільський округ          | -          | 1456                   | 1219                   | 972                    | 672                    | Аксай            | 1               |
| Бузулуцький сільський округ         | -          | 2161                   | 1640                   | 1051                   | 732                    | Бузулук          | 2               |
| Дворічний сільський округ           | 697,41     | 2896                   | 2724                   | 2085                   | 1405                   | Дворічне         | 3               |
| Жаниспайський сільський округ       | -          | 1695                   | 1456                   | 988                    | 623                    | Жаниспай         | 2               |
| Заріченський сільський округ        | -          | 1618                   | 1495                   | 1220                   | 757                    | Зарічне          | 2               |
| Інтернаціональний сільський округ   | -          | 2216                   | 1363                   | 898                    | 480                    | Інтернаціональне | 3               |
| Каракольський сільський округ       | -          | 1673                   | 1276                   | 759                    | 431                    | Караколь         | 2               |
| Красивинський сільський округ       | 732,51     | 4755                   | 3506                   | 2169                   | 1466                   | Красиве          | 5               |
| Московський сільський округ         | -          | 919                    | 819                    | 711                    | 504                    | Московське       | 1               |
| Орловський сільський округ          | -          | 948                    | 790                    | 547                    | 369                    | Орловка          | 1               |
| Свободненський сільський округ      | 759,56     | 2905                   | 2389                   | 1738                   | 1003                   | Свободне         | 2               |
| Юбілейний сільський округ           | -          | 1610                   | 1133                   | 988                    | 534                    | Юбілейне         | 2               |

## Найбільші населені пункти
Населені пункти з чисельністю населення понад 1000 осіб:
| № | Населений пункт | Населення, осіб (1989) | Населення, осіб (1999) | Населення, осіб (2009) | Населення, осіб (2021) |
| - | --------------- | ---------------------- | ---------------------- | ---------------------- | ---------------------- |
| 1 | Єсіль           | 17 014                 | 13 096                 | 11 551                 | 11 484                 |